# 利沃夫隔都
利沃夫隔都，德语称伦贝格隔都（德語：Ghetto Lemberg），是纳粹德国在原波兰城市利沃夫设立并运营的犹太人隔都。隔都位于德占波兰的总督府辖区，现位于乌克兰境内。 
利沃夫隔都是德苏入侵波兰后纳粹德国建立的最大的犹太人隔都之一。1939年第二次世界大战爆发之前，利沃夫市是超过11万犹太人的家园；当纳粹在1941年占领该市时，这个数字已经增加到超过22万犹太人。此前，生活在纳粹占领的波兰西部的犹太人向东逃亡，进入相对安全的苏占波兰地区，其中便包括利沃夫。1941年下半年，德国人建立了隔都，于1943年6月将其清场。所有活过先前杀戮的居民被装进牲畜车厢，运往贝乌热茨灭绝营和亚诺夫斯卡集中营处决。

## 战前
在第二次世界大战前夕，利沃夫市拥有波兰第三大犹太人口，仅次于华沙和罗兹。依据1931年波兰人口普查，利沃夫有99,600人信仰犹太教，占该市人口的32％; 75,300人以意第绪语或希伯来语为母语，占该市人口的24%.两个数字间的差异是由认为自己是“波兰犹太信徒”的同化犹太人造成的。到1939年，信仰意义上的犹太人和语言意义上的犹太人人口均增加了数千。犹太人积极参与了该市著名的纺织工业，并建立了一个蓬勃发展的教育和文化中心，拥有广泛的宗教和世俗政治活动，包括东正教和哈西迪姆、锡安主义、劳工崩得和共产主义的政党和青年运动。同化的犹太人是利沃夫的波兰知识分子和学术精英的重要组成部分，其中包括玛丽安·奥尔巴赫、毛里齐·阿勒汉德等众多知名人士，为利沃夫的文化中心地位做出了巨大贡献。 

## 二战爆发时的苏联占领区
第二次世界大战爆发后不久，大约20万–30万波兰犹太人从纳粹占领的波兰西部地区向东逃往利沃夫。难民大量涌入之前，苏联根据与纳粹德国的《莫洛托夫-里宾特洛甫条约》的条款正式吞并了波兰前东部领土。在苏联接管的几周内，城市的所有谷物、玉米、小麦粉、牛肉和其他肉类、糖、黄油、盐、烟草甚至火柴供应都消失了。到1939年12月，城中各地有多达一千人排队购买面包。1940年1月，利沃夫全城有一周的时间没有面包。土豆价格上涨了8倍。
与其他本地公民一样，在苏维埃统治下许多犹太人成为国家恐怖的目标。1940年，苏联内务人民委员部（NKVD）将数十万波兰国民放逐到西伯利亚，其中有1万名犹太男女。能活过苏联腹地最寒冷和最恶劣的气候的流放者是大屠杀灾难几乎仅剩的幸存者。

## 纳粹征服和反犹骚乱
1941年6月22日，德军在巴巴罗萨行动中进入苏占波兰，6月30日占领利沃夫。德国第49军第1山地师接管该城市时，内务人民委员部所有监狱的大门都被打开。数小时内，苏联杀戮行动的规模便为世人所知。党卫队法官Hans Tomforde领导成立了一个特别委员会来撰写相关报告。犹太人被命令将腐烂的尸体从牢房和地牢中移到监狱的院子里。在布里吉基监狱有超过10,000名死者。在一些监狱，腐坏的尸体一直堆到了地下室的天花板，德军不得不停止计数，用砖墙将门封起来。根据德国人收集的证词，乌克兰民族主义者组织和乌克兰反抗军的成员占囚犯的大多数。德国的宣传指责犹太政委是杀戮的凶手，并鼓励当地的乌克兰人报复。1941年7月初，党卫队的准军事行刑队在乌克兰辅助警察的协助下组织了第一次针对犹太人的骚乱。大约有4千名犹太人被乌克兰民族主义者屠杀。7月下旬，另一次反犹骚乱（又称彼得留拉日）夺去了两千多名犹太人的生命。一些人——主要是乌克兰学者——认为反犹骚乱是对NKVD囚犯大屠杀中7,000人丧生的报复；根据乌克兰民族主义者组织的说法，有多达10,000名囚犯遇害。遇难者包括波兰、犹太和乌克兰族的知识分子、政治活动家乃至民事犯，关押在利沃夫的布里吉基监狱、Łąckiego街监狱和Zamarstynowska街监狱中。据乌克兰学者称，75-80％的受害者是乌克兰人。在骚乱中幸存下来的犹太人目击者和暴力受害者在他们的回忆录中提出了更为直接的观点。第二次世界大战前，利沃夫的犹太人总人口估计为15万；战后的幸存者不到一千人。 

### 反犹太言论和大规模杀戮
虽然犹太人也是NKVD和苏联人在撤退中实施的大屠杀的受害者，但纳粹指称他们以某种方式对屠杀负有集体责任。纳粹提出了一种理论，设法使后续的反犹太骚乱（通称“监狱大屠杀”）和大规模杀害数千名犹太人的行为“正当化”：乌克兰人报复了犹太人，“因为一些犹太人欢迎苏联占领”。乌克兰历史学家也提出了其他理论，而报复论仅是犹太人监狱大屠杀发生的诸多原因之一。
根据在隔都中幸存的犹太目击者的说法，所谓的监狱大屠杀的唯一原因是数百年被压抑的乌克兰人对犹太人的仇恨；Jakob Weiss 写道，自打乌克兰人仍然是弗朗茨·约瑟夫一世皇帝权威下的鲁塞尼亚子民，而利沃夫仍是前奥匈帝国的加利西亚省首府时，他们就一直浸淫在这种仇恨当中。在犹太幸存者的眼中，杀害乌克兰囚犯促使责任转移到犹太人身上，并带来了可预见的后果（即推进即将到来的“最终解决方案”）。在纳粹入侵之后，将乌克兰民族主义者作为“工具”（亦或对无辜的犹太平民犯下罪行的“从犯”）的行动巧妙地开始运作。
根据证据照片和目击证人的说法，在德国入侵苏占区期间，乌克兰民族主义者与德国的C别动队和国防军“南方集团军”并肩游行进入利沃夫。乌克兰民族主义者、乌克兰民族主义者组织和平民欢迎入侵者的到来；有些人带着花环，挥舞着乌克兰三叉戟和纳粹旗帜。乌克兰人平民和“民族主义者”以张开的双臂、横幅和插花的方式迎接入侵者。男子们行“Heil Hitler”的纳粹礼，而纳粹则接受了穿着乌克兰传统民间服装的年轻女性的拥抱和亲吻。 
根据苏联自己以及其他证人（主要是少数幸存的犹太人）的声称，尤其是《利沃夫隔都日记》作者，伦贝格犹太人委员会宗教事务委员会成员大卫·卡哈恩拉比的说法，实际上是纳粹自己进行了大屠杀，然后将其归咎于内务人民委员会。但作为借口，纳粹在拍摄了自己造成的破坏之后，以“监狱大屠杀”为借口陷害了利沃夫的犹太人；实际上为乌克兰人发泄仇恨找到了“把柄”。如果采信苏联方和犹太受害者的事件版本，那就是纳粹向乌克兰民族主义者组织、乌克兰民族主义者、乌克兰人民民兵（后来的乌克兰辅助警察）和乌克兰平民（以黄袖章辨识）“发出许可”，导致至少有2000名犹太男子遇害的全面屠杀。值得注意的是，在乌克兰“子弹大屠杀”的早期阶段，妇女仍然只是受到骚扰和殴打。针对犹太男人、女人和孩子的彻底屠杀将很快跟进（见加利西亚总督府的“最终解决方案”）。
第二次反犹骚乱发生在1941年7月末，以被暗杀的乌克兰领导人、反犹分子西蒙·彼得留拉命名为“彼得留拉日”。这次骚乱由纳粹组织的，但由乌克兰人执行，作为彻底消灭利沃夫犹太人口的序幕。在屠杀中，约有在5,000-7,000名犹太人遭到残酷殴打，超过2,000人被杀害。此外，德国军方在市政体育场内处决了大约3,000人，其中大多数是犹太人。

## 隔都

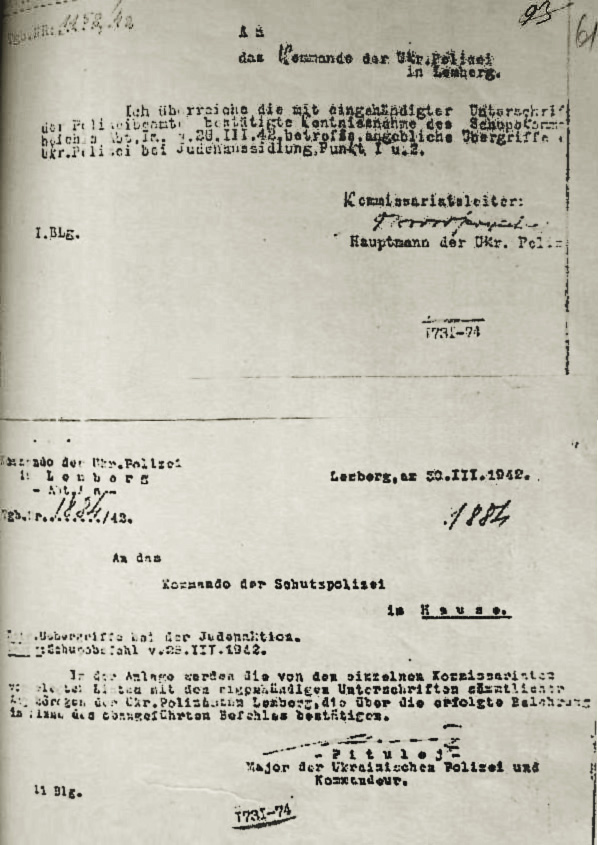
乌克兰辅助警察的《犹太人行动》（Judenaktion）函件。伦贝格 ，1942年3月

纳粹接管利沃夫后，党卫队地区总队长弗里茨·卡茨曼成为利沃夫党卫队和警察领导人（SSPF）。根据他的命令，名为“犹太居住区”（Jüdischer Wohnbezirk）的隔都于1941年11月8日在利沃夫北部成立。截至1941年12月15日，大约8万名犹太人被勒令搬到那里，而隔都原有的波兰人和乌克兰人都被迁出。扎马斯提努夫街区被指定组成犹太区，该地在战前是利沃夫最贫穷的郊区之一。德国警方还在一项名为“桥下行动”的行动中开展了一系列“选拔”——在缓慢走向隔都大门的途中，5,000名犹太老人和病人在穿过Pełtewna街的铁路桥时被枪杀在桥下。这座后来铁路桥被犹太人称为“死亡之桥”。最终，11万-12万名犹太人被迫进入新建立的隔都。隔都的生活条件极差，环境特别拥挤。分配给犹太人的口粮配给估计仅相当于德国人的10％，以及和乌克兰或波兰人口粮配给的50％.
德国人在第二次世界大战前建立了一支名为“伦贝格犹太警察”（Jüdischer Ordnungsdienst Lemberg）的犹太警察部队，穿着战前的波兰警察深蓝色制服，但是波兰的徽章被大卫星取代，而在制服上的各个位置标有J.O.L.的字样。他们的队伍由500到750名警察构成，配有橡皮警棍。犹太警察部队对犹太人委员会（Judenrat）负责，后者又向盖世太保负责。 

### 驱逐
伦贝格隔都是最早将犹太人运送到莱茵哈德行动灭绝营的隔都之一。1942年3月16日至4月1日期间，大约1.5万名犹太人被带到Kleparów火车站，随即运到贝乌热茨灭绝营。在最初的驱逐、疫病致死和随机枪决之后，官方记录约有8.6万名犹太人留在隔都，不过还有许多人未被记录。在此期间，许多犹太人被迫为国防军和隔都的德国当局工作，尤其是在附近的亚诺夫斯卡集中营。1942年6月24日至25日，2,000名犹太人被带到劳改营；其中只有120人被选作劳工，其他人均被枪杀。 
纳粹在1942年8月10日至31日期间执行了“大行动”（Grossaktion），围捕了4万-5万名犹太人，聚集在亚诺夫斯卡集中营的中转点，随即将他们驱逐到贝乌热茨。未被驱逐的人——包括当地的孤儿和医院的住院病人——大多被枪杀。1942年9月1日，在Łokietka街和Hermana街角的建筑的阳台上，盖世太保吊死了利沃夫的犹太人委员会领导和隔都犹太警察成员。冬季来临时，大约6.5万名犹太人仍然没有供暖与卫生条件，导致斑疹伤寒爆发。 
1943年1月5日至7日期间，1.5万-2万名犹太人被卡茨曼下令射杀，其中包括最后一名犹太人委员会成员。在这次处决行动后，利沃夫的犹太人委员会被解散，剩下的隔都被重新命名为伦贝格犹太营（Judenlager Lemberg），从而正式被重新指派为劳改营。营中约有1.2万名所谓的“合法”犹太人，他们能够在德国军工企业中劳动；另有数千“非法”犹太人藏在营区，主要是妇女、儿童和老人。
1943年6月初，德国人最终决定结束犹太区及其居民的存在。纳粹进入隔都时遭到了一些零星的武装抵抗行为，但大多数犹太人都试图隐藏在早先准备好的藏身处中。结果，大量建筑被充满汽油后点燃，以便将犹太人从藏身处中赶出来。一些犹太人设法逃脱或隐藏在下水道系统中。 
当苏联红军于1944年7月26日进入利沃夫时，只有几百名犹太人留在该市。根据不同的统计，剩余的犹太人数量从200到900人不等；根据利沃夫犹太临时委员会1945年的数据，有823人留在城中）。 
海姆·维达夫斯基是隔都最著名的居民之一，他通过一台非法收音机接受战争新闻，并传播给其他居民。波兰奥林匹克足球运动员莱昂·斯佩林于1941年12月在隔都被纳粹枪杀。伦贝格隔都另一名著名的居民是纳粹猎手西蒙·维森塔尔。他在回忆录《我们中的刽子手》（The Executioners Among Us）中说明，一名乌克兰警察救了他，让他免于被处决。不过他在后来被转移到到一座集中营，而不是一直留在隔都。 

## 注解
1. 1 2  Megargee, Geoffrey P. (编). . Volume II: Ghettos in German-occupied Eastern Europe. Bloomington: Indiana University Press. 2009: 802–805. ISBN 978-0-253-35599-7.
2. 1 2 3  . Holocaust Encyclopedia. United States Holocaust Memorial Museum, Washington, D.C.   [April 4, 2012]. （原始内容存档于2012-03-07）.
3. ↑  统计数据所用的资料包括波蘭猶太人歷史博物館虚拟犹太镇（英语：Virtual Shtetl）的"Glossary of 2,077 Jewish towns in Poland" （页面存档备份，存于）、以及Gedeon 的 "Getta Żydowskie"，以及Michael Peters 的 "Ghetto List". 2015年3月14日查阅。
4. ↑  Mały Rocznik Statystyczny 1939 (Polish statistical yearbook of 1939), GUS（英语：Central Statistical Office (Poland)）, Warsaw, 1939
5. ↑  Mark Paul.  (PDF). Polish-Jewish Relations in Soviet-Occupied Eastern Poland, 1939–1941. Chapter: Arrests, Executions and Deportations (PEFINA Press, Toronto). 2013: 12–13  [March 5, 2015]. （原始内容 (PDF file, direct download)存档于2013-05-12）.
6. ↑  Stefan Szende, The Promise Hitler Kept, London 1945, p. 124. OCLC: 758315597.
7. ↑  Wołodymyr Baran.  [Memory and Justice 1 (19) 2012] (PDF file, direct download). Przekształcenia ekonomiczne na Ukrainie Zachodniej w latach 1939–1941 (Instytut Pamięci Narodowej. Komisja Ścigania Zbrodni przeciwko Narodowi Polskiemu). 2012: 489–490  [March 5, 2015]. ISSN 1427-7476.[永久]
8. ↑  Dr. Filip Friedman（英语：Filip Friedman）.  [The Annihilation of Lvovian Jews]. Chapter 2 (Wydawnictwa Centralnej Zydowskiej Komisji Historycznej przy Centralnym Komitecie Zydow Polskich Nr 4). 2007  [March 4, 2015]. OCLC 38706656. （原始内容 (Internet Archive)存档于2010-11-06）. English translation of the Russian edition (excerpts).
9. 1 2 3 4  . Archives database. U.S. Holocaust Memorial Museum. July 1941  [April 4, 2012]. （原始内容存档于2013-08-26）.
10. ↑  . Lwów. Muzeum Historii Żydów Polskich Virtual Shtetl.   [April 4, 2012]. （原始内容存档于2017-07-06）.
11. ↑  Jerzy Węgierski, Lwów pod okupacją sowiecką 1939-1941, Warszawa 1991, Editions Spotkania, ISBN 83-85195-15-7 p. 273.
12. 1 2  Yevhen Nakonechny（英语：Yevhen Nakonechny）.  ["Shoa" in Lviv] (DjVu). Львів: ЛА «Піраміда». 2006: 98–99 or 50 in current document (1/284 or 1/143 digitized)  [February 13, 2015]. ISBN 966-8522-47-8.[永久][來源可靠？]
13. ↑  Jakob Weiss. . Alderbrook Press. 2011: 207  [2019-05-12]. ISBN 0983109109. （原始内容存档于2011-02-23）.
14. ↑  David Bankier, Israel Gutman. . Berghahn Books.   [April 4, 2012].
15. ↑  David Kahana.  (Google Book snippet). University of Massachusetts Press. 1990: c  [February 12, 2015]. ISBN 0870237268. （原始内容存档于2017-03-08）.
16. ↑  . Holocaust Encyclopedia（英语：Holocaust Encyclopedia）. United States Holocaust Memorial Museum.   [2019-05-12]. （原始内容存档于2004-11-02）.
17. ↑  . Chronology of the Holocaust. Yad Vashem. 2004  [2019-05-12]. （原始内容存档于2005-03-11）.
18. 1 2  Richard Breitman（英语：Richard Breitman）. Himmler and the 'Terrible Secret' among the Executioners. Journal of Contemporary History, Vol. 26, No. 3/4, The Impact of Western Nationalisms: Essays Dedicated to Walter Z. Laqueur on the Occasion of His 70th Birthday (Sep., 1991), pp. 431-451
19. ↑  Waldemar „Scypion” Sadaj. . SS-Gruppenführer und Generalleutnant der Waffen-SS und Polizei. Allgemeine SS & Waffen-SS. January 27, 2010  [January 31, 2015]. （原始内容存档于2015-09-23）.
20. ↑  Claudia Koonz.  (PDF). University of Vermont: 2, 11, 16–18. November 2, 2005  [January 30, 2015]. （原始内容 (PDF)存档于2015-02-05）.
21. 1 2 3  Filip Friedman, Zagłada Żydów lwowskich (Extermination of the Jews of Lwów) OCLC 38706656.
22. ↑  Trunk, Isaiah; Shapiro, Robert Moses. . Indiana University Press. 2006: lvi  [2019-05-12]. ISBN 978-0-253-34755-8. （原始内容存档于2014-06-28）.
23. ↑  Kay Schaffer & Sidonie Smith. . pg 61: Rutgers University Press（英语：Rutgers University Press）. 2000: 318. ISBN 0-8135-2820-8.

## 拓展阅读
- Marek Herman, From the Alps to the Red Sea. Tel Aviv: Hakibbutz Hameuchad Publishers and Beit Lohamei Haghetaot（英语：Ghetto Fighters' House）, 1985. pp. 14–60
- Dawid Kahane（英语：Dawid Kahane）, Lvov Ghetto Diary. Amherst: University of Massachusetts Press, 1990. ISBN 0-87023-726-8 (Published in Hebrew as Yoman getto Lvov, Jerusalem:Yad Vashem, 1978)
- Dr Filip Friedman, Zagłada Żydów lwowskich, Centralna Żydowska Komisja Historyczna, Centralny Komitet Żydów Polskich, Nr 4, Łódź 1945
- Weiss, Jakob, The Lemberg Mosaic （页面存档备份，存于）. New York : Alderbrook Press, 2010. See also The Lemberg Mosaic (Wikipedia).
- Chiger, Krystyna, The Girl in the Green sweater: A life in Holocaust's Shadow（英语：The Girl in the Green Sweater: A Life in Holocaust's Shadow）, Macmillan, 2010. ISBN 1429961252
- Leon Weliczker Wells, The Janowska Road (original publication Macmillan, 1963). Amazon: Halo Pr, 1999. ISBN 089604159X